# Victor Cup 1980
Der Victor Cup 1980 im Badminton fand vom 20. bis zum 21. Dezember 1980 in Solingen, Deutschland, statt. Die ARD berichtete an beiden Tagen von der Veranstaltung.

## Austragungsort
- Sporthalle Humboldtgymnasium

## Finalresultate
| Disziplin    | Sieger                        | Finalist                       | Ergebnis    |
| ------------ | ----------------------------- | ------------------------------ | ----------- |
| Herreneinzel | Thomas Kihlström              | Flemming Delfs                 | 15:7, 15:10 |
| Dameneinzel  | Jane Webster                  | Lotte Hartwig                  | 11:5, 11:2  |
| Herrendoppel | Thomas Kihlström Claes Nordin | Flemming Delfs Steen Skovgaard | 15:5, 18:17 |
| Damendoppel  | Jane Webster Nora Perry       | Brigitte Steden Elke Weber     | 15:5, 15:5  |
| Mixed        | Kevin Jolly Nora Perry        | Steen Skovgaard Helle Hartwig  | 15:0, 15:9  |